# Mesochorus gravis
Mesochorus gravis är en stekelart som beskrevs av Schwenke 1999. Mesochorus gravis ingår i släktet Mesochorus och familjen brokparasitsteklar. Inga underarter finns listade i Catalogue of Life.